# Sainte-Cécile-d'Andorge
Sainte-Cécile-d'Andorge é uma comuna francesa na região administrativa de Occitânia, no departamento de Gard. Estende-se por uma área de 19,09 km². Em 2010 a comuna tinha 593 habitantes (densidade: 31,1 hab./km²).